# Óluva Klettskarð
Óluva Klettskarð (ur. 24 czerwca 1965 roku w Klaksvík) – farerska nauczycielka i polityk. Poseł na Løgting.

## Życie prywatne
Rodzicami Óluvy Elin Klettskarð są: Edith i Páll Klettskarð. Wraz z mężem Andrasem Sólsteinem ma dwoje dzieci: piłkarza Pálla oraz Áriego. Jest także kuzynką innej farerskiej polityk Sirið Stenberg. Nazwisko Klettskarð pochodzi z wyludnionej miejscowości Skarð. 23 grudnia 1913 roku wszystkich siedmiu dorosłych mężczyzn z wioski zginęło na morzu w czasie połowu ryb, co sprawiło, że miejscowość została opuszczona w czasie kilku kolejnych lat. W wypadku zginął między innymi ojciec Karla Klettskarða, dziesięcioletniego wówczas dziadka Óluvy.
Klettskarð w 1991 roku ukończyła studia historyczne na Uniwersytecie Wysp Owczych, a pięć lat później literaturę farerską na tej samej uczelni. W roku szkolnym 1996/97 uczyła w szkole na Eysturoy, a od 1997 w Føroya Studentaskúli og HF-Skeið w Tórshavn. Następnie studiowała historię na Uniwersytecie w Aarhus, którą ukończyła z tytułem magistra w roku 2000. W latach 2001–2008 była prezesem rady szkoły Skúlan við Ósánna w Klaksvík.

## Kariera polityczna
Karierę polityczną Óluva Klettskarð rozpoczęła w roku 2008, kiedy zdobyła 131 głosów w wyborach samorządowych i uzyskała miejsce w radzie gminy Klaksvík. Kandydowała także w wyborach parlamentarnych, jednak nie dostała się do Løgtingu. Od 30 sierpnia do 15 września 2008, kiedy jej partia opuściła koalicję rządową, sprawowała funkcję Ministra Kultury. W wyborach parlamentarnych w roku 2011 uzyskała 270 głosów, co nie dało jej mandatu poselskiego. Zastępowała jednak w parlamencie Gunvør Balle (2 – 8 lutego 2002) oraz Bjørta Samuelsena (1 – 12 maja 2013). Ponownie wybrano ją radną w wyborach w roku 2012 (211 głosów). W wyborach w roku 2015 uzyskała 333 głosy (dziewiąte miejsce w partii) i choć początkowo nie dostała się do parlamentu, to od 15 września 2015 zastąpiła swoją kuzynkę Sirið Stenberg, która została Ministrem Spraw Wewnętrznych. W nowym parlamencie została między innymi członkiem Komisji ds. Kultury.